# Серрейтор

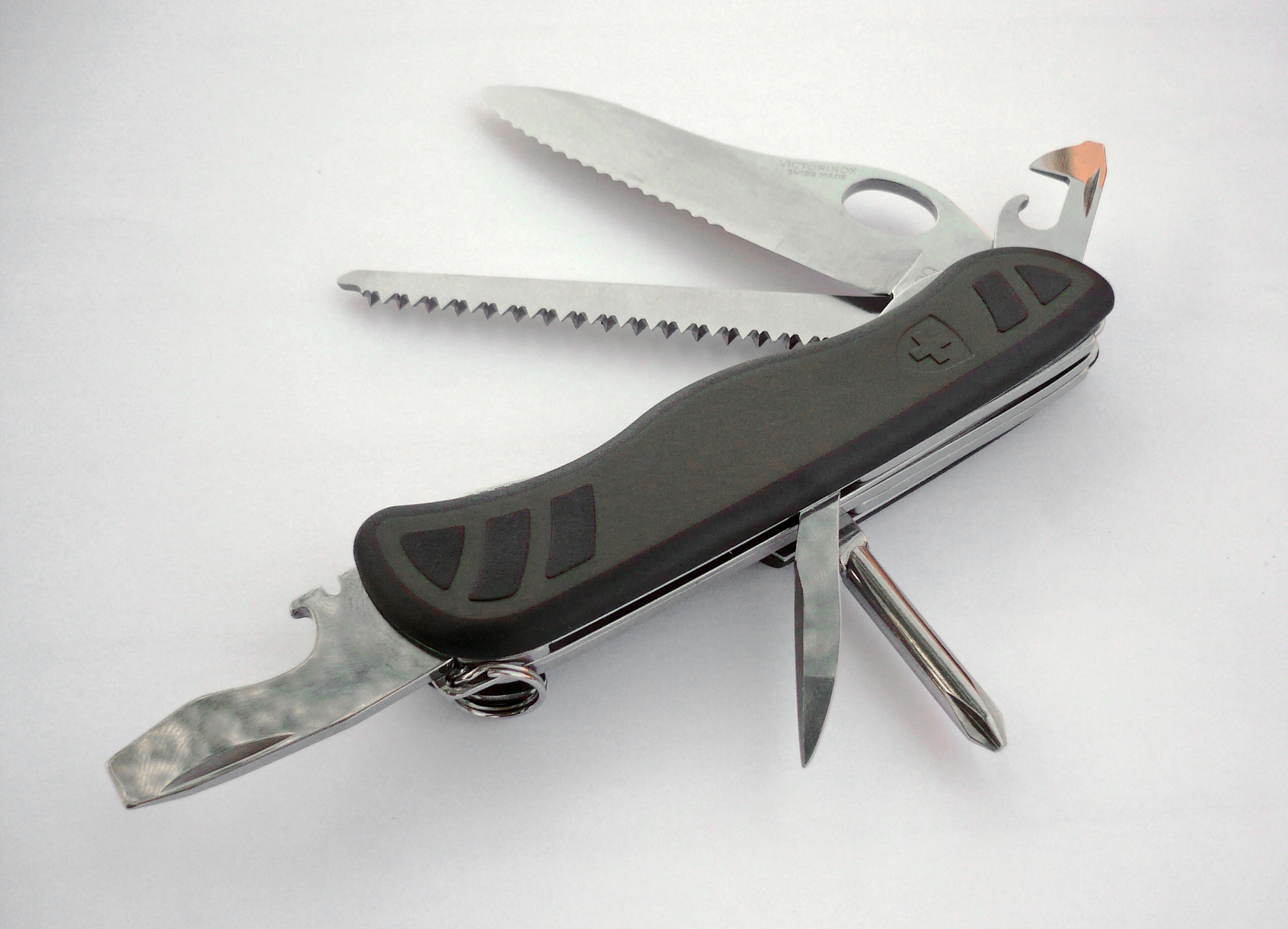
Victorinox Swiss Army knife

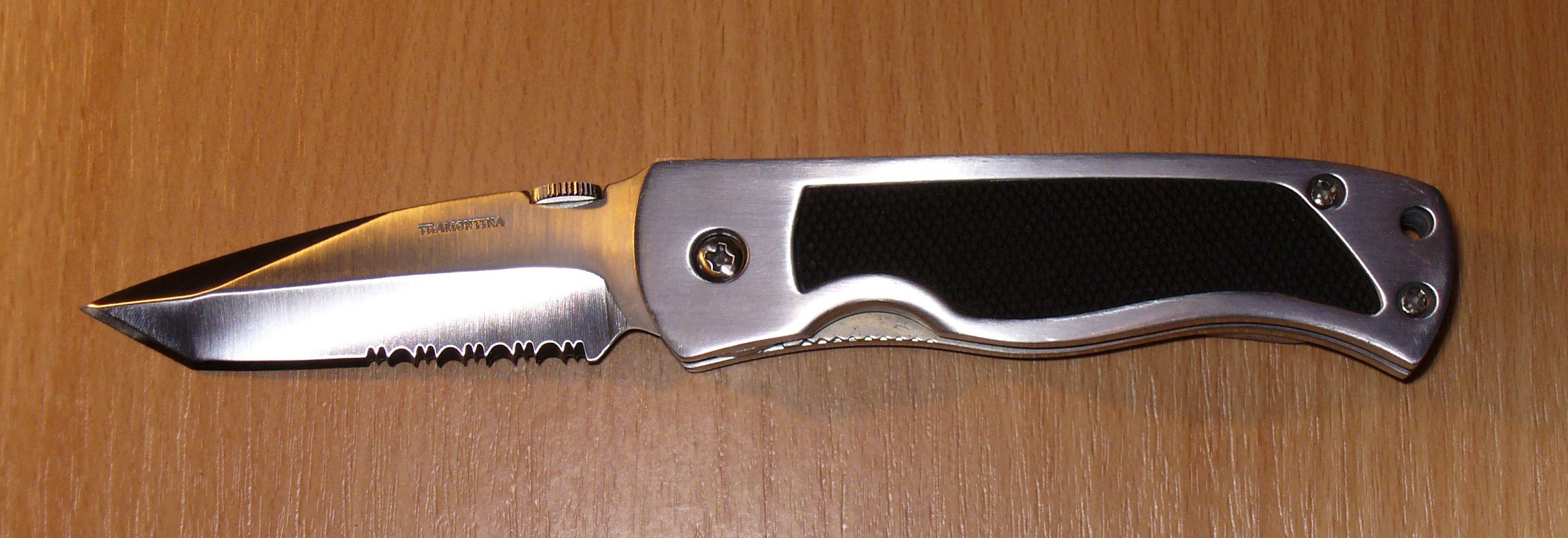
Складной нож с частичной серрейторной заточкой

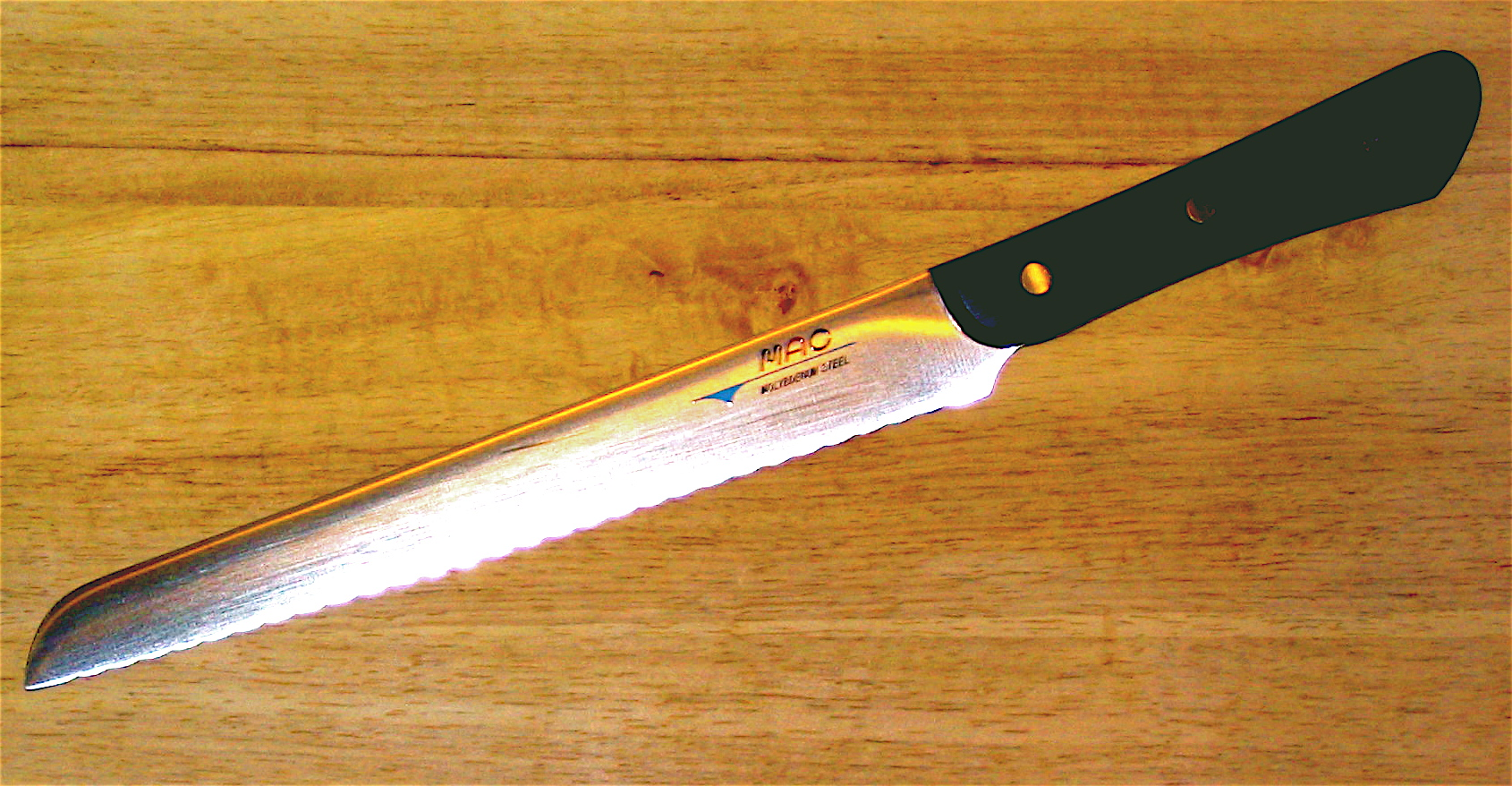
Хлебный нож с серрейторным лезвием

Нож с пластиковым клинком FGX Skean Dhu № 92FSD американской фирмы Cold Steel

Серре́йторное ле́звие, серре́йтор (от англ. serrated — зазубренный) — тип заточки ножа либо другого режущего инструмента с волнистой или пилообразной формой режущей кромки. В отличие от пилы, зубья серрейтора находятся в одной плоскости (нет разводки) и при использовании такого лезвия не образуются опилки. Сходство с пилой у серрейторного лезвия — чисто внешнее. Как правило, серрейторная заточка — односторонняя, несимметричная относительно плоскости лезвия.
Не следует путать серрейтор и обычную пилу, которая может быть размещена на обухе ножа или штыка. Также не являются серрейтором так называемые «шоковые зубья» (крупнопрофильная зубчатая заточка на обухе некоторых коммерческих моделей ножей, имеющая скорее психологическую или декоративную, чем практическую функцию).
Серрейторная заточка может занимать длину режущей кромки полностью или частично (полусеррейтор).

## Плюсы
- Рез происходит одновременно под разными углами, поэтому такая заточка наиболее эффективна при разрезании слоистых и волокнистых материалов: сетей, канатов, ремней, тросов
- Частично затупившееся лезвие с серрейторной заточкой дольше сохраняет режущие свойства по сравнению с обычным лезвием
- Небольшие острые выступы лезвия позволяют быстрее внедриться в поверхность разрезаемого материала и начать рез
- Пилообразная форма позволяет срывать различные элементы, защищающие поверхность от разреза, например, рыбью чешую

## Минусы
- Серрейтор сложнее точить, как минимум, потребуются несколько надфилей и определённые навыки для восстановления остроты такого лезвия
- Некоторые операции таким лезвием выполнять неудобно либо вообще невозможно, например, рубить (древесину), тест на разрубание канатов серрейтору даётся с большим трудом
- При разрезании вязкого материала зубья серрейтора забиваются и лезвие требует дополнительной чистки
- Разрез серрейторным лезвием часто неровный (зависит от разрезаемого материала и умения)
- Значительно большее усилие протяжки при разрезании твёрдых и волокнистых материалов

## Применение
Серрейторную заточку имеет нож-стропорез для перерезания парашютных строп и специальные ножи служб спасения во многих странах. Подводные, туристические, боевые, ножи для самообороны, как правило, имеют участок лезвия с серрейтором. Кухонные ножи для нежных продуктов, например, спелых помидоров, могут иметь микросеррейторную заточку (зубцы — менее 1 мм). Часто можно встретить данную заточку на серпах и, в некотором смысле, все ножи до бронзового века были серрейторами. Одноразовые столовые приборы (пластиковые ножи) изготавливают с серрейторным профилем, поскольку мягкий материал не позволяет создать приемлемую режущую кромку иным способом.

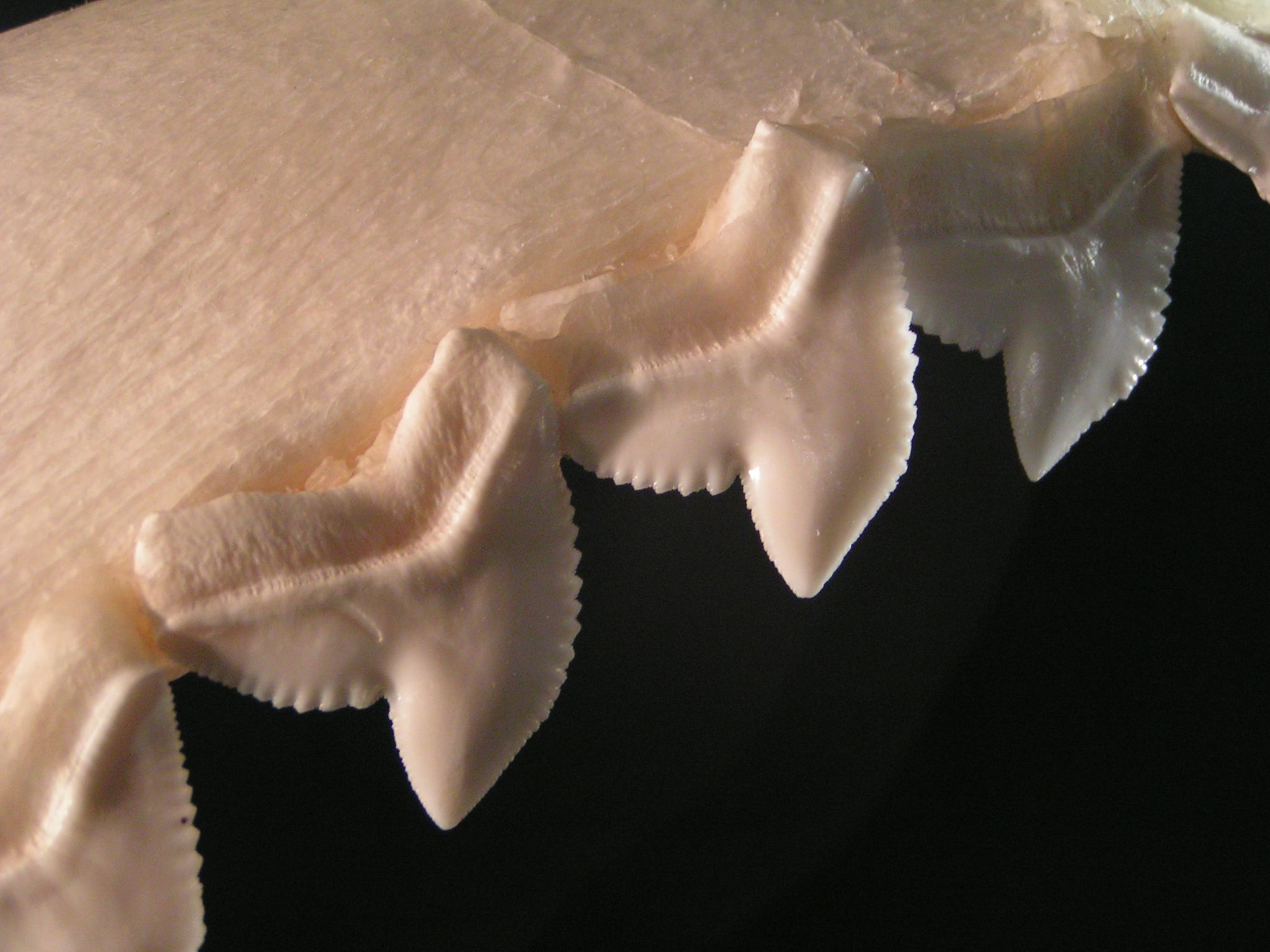
Зубы акулы — природный прототип серрейтора